# 9K38針式防空飛彈
9K38「針」式防空飛彈（羅馬化：Igla）是蘇聯的一款攜帶型防空飛彈，其北約代號為SA-18「松雞」（英語：'Grouse'）。

## 沿革
短程攜帶型防空飛彈研發專案於1971年Kolomna（全称是荣膺列宁勋章与红旗勋章的国有机械设计局）設計局開始，然而Igla 針式並非Strela家族的（Strela-2箭-2/SA-7或Strela-3箭-3/SA-14小妖）改良產品而是全新專案，主要目的是開發出擁有比Strela系列較佳反反制能力及較佳接戰包絡線的新飛彈。
技術困難使研發案延長很多，然而1978專案分為二案：一個是全功能版一個是簡化版（Igla-1 SA-16）只有簡單的紅外線追蹤功能類似早期Strela-3/SA-14系列，以期能比全功能版更早服役。

### Igla-1
精簡版的9K310 Igla-1型（北約命名SA-16 Gimlet手钻）和9M313飛彈於1981年3月11日服役於蘇聯，與Strela-3系列最大不同是包含選擇式的敵友識別系統以避免擊落友機，自動鎖定能力和高仰角攻擊能力使發射更方便，最低射程的限制也減少很多，稍微加大的火箭和改良導向系統使射程增加，也更容易咬住高速、高機動能力的飛機，延遲引信也使其殺傷力更大，擊中機身後還會引爆剩下的飛彈燃料使威力增加，還能抵抗各種紅外線反制手段（像閃光燃燒彈或ALQ-144系列干擾絲）。9M313飛彈使用銻化銦作為紅外線感測元件材料，並以液態氮冷卻以提升導引頭靈敏度。
南非的測試顯示出Igla勝過同年代（1982年）時體型較小的美國FIM-92A型刺針飛彈，然而，克羅地亞的測試卻表示彼此無任何差異，追蹤導向器效能差不多，Igla得利於體積大而有更快飛行速度和稍大射程而已。Kolomna設計局表示Igla-1擊殺率有30%到48%擊落無反制力目標，有反制力目標也有24%擊殺率，外國另一份報告表示有44%到59%擊殺率可以擊落無反制力的F-4幽靈II戰鬥機。

### Igla

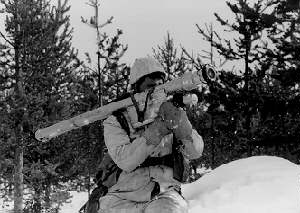
精簡版的Igla-1雪地氣候也可使用

全功能版9K38 Igla（北約代號SA-18 Grouse）與9M39彈體於1983進入蘇軍服役，最大與精簡版不同是可以對抗許多反制的閃光彈和干擾絲，還有更靈敏的追蹤巡標感應器，半球型的鎖定範圍可以鎖住非線性飛行的機體（全方位能力），射程略為增加，更高貫穿力，速燃火箭有更高瞬間速度（與射程相符的前提之下），新式火藥可以使彈頭衝進目標後才引爆。9M39飛彈同時使用無冷卻硫化鉛和液態氮冷卻銻化銦感測元件以提升靈敏度及反紅外對抗措施能力。
芬蘭的測試顯示出和法國的西北風飛彈相比，針式飛彈追蹤敏感度和射程還是較差，彈頭也較小，但是抗反制能力卻比較強。
海軍的船用版9K38 Igla出現後北約命名為SA-N-10 Grouse松鸡，此型可以固定在船或小艇上當成防空飛彈。

### Igla-s
“超级针”Igla-s用的是9k338型导弹，在北约中的代号为SA-24扫兴者，它混合了针-D和针-N的几种特征并改进，包括新型雙色紅外線導引頭，提高了命中率并能攻击无人机。2001年通过测试，2002年服役。

## 延生型
- Igla-1E：出口版
- Igla-1M：9K38 Igla改良型，1980年代於蘇聯服役
- Igla-1D：傘兵特種部隊版 飛彈和發射器可拆裝數段
- Igla-1V：空射版，直昇機用
- Igla-1N：重彈頭版 射程和速度有些許犧牲
- Igla-1A：出口版
- Igla-1S：最新型，有大幅改良射程、更敏銳追蹤器，更多感應器，可以抗一些反制手段，彈頭也加大

## 擊落美國空軍一號陰謀事件

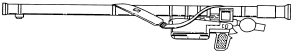
SA-18簡圖

2003年8月12日，根據美英俄三國聯合情報活動「針式行動」的結果，一位英國人Hemant Lakhani意圖攜帶舊型針式飛彈進入美國，並有意用來攻擊空軍一號美國總統專機或商業客機，並有計畫再取得50枚以上。
結果是，俄羅斯聯邦安全局追查到俄羅斯的接頭人，並用一美國密探假裝成的恐怖份子表示想擊落商業客機，他提供一具失效的針式飛彈樣本給俄國探員假裝的中間人，後來他在紐華克準備交貨給美國偽裝探員時被抓，同時一位住在馬來西亞的印度人，Moinuddeen Ahmed Hameed和一位美國人Yehuda Abraham 準備購買飛彈時也被捕。

## 服役史
Igla和Igla-1從蘇聯外銷到超過30多國，許多游擊叛軍和恐怖組織據信也有買到，斯里蘭卡的叛軍坦米爾解放之虎2006年8月被FBI假扮的軍火商逮捕時也試圖購買Igla，2003年時黑市報價大約60,000 - 80,000美金一枚。
2022年俄羅斯入侵烏克蘭後，烏克蘭武裝部隊的士兵曾以Igla攜式防空飛彈，成功擊落俄軍Su-25攻擊機。

### Igla-1E使用組織或使用國（SA-16）
- 青年党 (索马里)[6]
- 安哥拉[來源請求]
- 亞美尼亞
- [7]
- 保加利亚[8]
- 古巴
- 匈牙利
- Hezbollah[9]
- 伊朗
- 伊拉克[10]
- [11]
- 马来西亚[12]
- 緬甸
- [8]
- 秘魯
- 羅馬尼亞
- 俄羅斯
- 塞爾維亞
- 新加坡:[13]
- 南蘇丹[14]
- 乌克兰
- 阿联酋
- 越南 [13][12][15]

### Igla-1E前使用國（SA-16）
- 芬兰
- 東德
- 苏联
- 爭取安哥拉徹底獨立全國聯盟[6]
- 伊斯蘭法庭聯盟[6]
- 坦米爾伊拉姆猛虎解放組織[16]

### Igla 使用國（SA-18）
- 亞美尼亞
- 白俄羅斯
- 巴西
- 保加利亚
- 古巴
- 埃及
- [17]
- 匈牙利
- 印度尼西亞
- 印度: 2,500 launchers supplied in 2001-2002[12]
- 伊朗
- 北馬其頓
- 緬甸
- 马来西亚
- 墨西哥: [12]
- 摩洛哥
- 蒙古国
- [18]
- 秘魯
- 俄羅斯
- 新加坡
- 斯洛維尼亞
- 塞爾維亞
- 斯里蘭卡
- 斯洛伐克
- 泰國
- 土耳其
- 乌克兰[5]
- 越南
- 辛巴威

### Igla 前使用國（SA-18）
- 芬兰
- 苏联
- 青年黨 (索馬利亞)[19]

### Igla-S 使用國 (SA-24)
- 亞美尼亞:[20][21]
- :[22]
- 巴林[23]
- 巴西
- 印度 [23]
- 利比亞
- 伊斯蘭國[24]
- 俄羅斯
- 斯洛維尼亞
- 敘利亞反對派:[25]
- 泰國[26]
- 委內瑞拉[27]
- 越南[28]

### 其他
- 中华人民共和国：據報曾取得扎伊尔從安盟在安哥拉政府中夺取的Igla-1E導彈樣本，並作為前卫系列便携式防空导弹的技術基礎。[來源請求]

## 其他用途
- 最近已經作為TsIAM公司的衝壓噴射研發專案的實驗模型

## 流行文化

### 電子遊戲
- 2011年—《戰地風雲3》（Battlefield 3）：聯機模式中設定為俄軍的MANPADS。
- 2012年—《战争前线》（Warface）：型号为9k310 Igla-1，命名为“SA-16”，但没有制导功能。只在PVE模式中出现，作为攻击KA-50直升机与Mech2300机甲的武器，在每个战区的直升机地图与机甲地图都会刷新。载弹为1/1，无法通过弹药包和补给点补充，打完即自动丢弃，但可以通过拾取另一把火箭补充弹药。只会在特殊箱子上刷新，不可带到下一关。
  - 在亚洲战区的PVE护送地图“南海保镖”里，在后半段会出现一辆黑木帝国所属的挑战者坦克，玩家需要拾取该武器击毁该坦克，否则坦克会击毁玩家所护送的凯迪拉克轿车导致任务失败。
  - 会在巴尔干战区的某幅地图上刷新，而刷新点在普通难度与专家难度的关卡里会出现一个重炮机甲手，但奇怪的是火箭弹却无法对其造成任何伤害。
    - 同样的，在生存模式地图“大白鲨”12层也会出现重炮机甲手，在以前可以在楼下拾取火箭的版本中火箭亦奇怪的无法对重炮机甲手造成任何伤害。

  - 在PVP北美战区更新后可以在团队竞技地图“拖车公园”中的某一辆客车内部刷新，但只有一把。
  - 在生存模式地图“大白鲨”里同样也会刷新，分别在3楼左侧靠墙一张小桌子（1把）、6楼右侧一张办公桌下（1把）、9楼正中间接待桌桌面（2把）、13楼左右两侧靠后的办公桌旁（各1把）以及楼顶停机坪左右两侧的箱子上（每个箱子上3把，先随机选择一侧刷新，拾取完后会在另一边刷新，之后轮流）。
    - 3、6、9楼的火箭只会刷新一次，13楼与楼顶的火箭无限刷新，但只有顶楼的火箭有提示标记，而其余楼层的火箭均无提示标记，需要自己寻找。
      - 由于在前面的楼层里携带火箭的玩家在到达楼顶后无需前往停机坪即可快速击落目标直升机，导致顶楼形同虚设，因此在某次更新后除楼顶外的所有楼层都不会再刷新火箭，同时大幅度提升敌军AI以及伤害，导致通关地图的时间以及难度大幅提升，但也直接导致了游戏外挂的泛滥。
- 2014年—《戰地風雲4》（Battlefield 4）
- 2022年—《數位戰鬥模擬》（DCS World）作爲Black Shark 3的一部分加入游戲。[29]

## 與其他產品比較表
|                      | 9K34箭-3便攜式防空飛彈                          | 9K38針式防空飛彈                                | 9K310 針-1式防空飛彈                            | FIM-92刺針便攜式防空飛彈                     | 飛弩-6便攜式防空導彈                                                                    |
| -------------------- | ----------------------------------------------- | ----------------------------------------------- | ----------------------------------------------- | -------------------------------------------- | --------------------------------------------------------------------------------------- |
| 服役開始             | 1974                                            | 1983                                            | 1981                                            | 1982                                         | 2008-2010                                                                               |
| 備射總重             | 16.0 kg （35.2 lb）                             | 17.9 kg （39.5 lb）                             | 17.9 kg （39.5 lb）                             | 14.3 kg （31.5 lb）                          | 16.0 kg （35.2 lb）                                                                     |
| 飛彈重               | 10.3 kg （22.7 lb）                             | 10.8 kg （23.8 lb）                             | 10.8 kg （23.8 lb）                             | 10.1 kg （22.3 lb）                          | 10.8 kg （23.8 lb）                                                                     |
| 彈頭重               | 1.17 kg （2.6 lb）， 390 g （13.75 oz） HMX炸藥 | 1.17 kg （2.6 lb）， 390 g （13.75 oz） HMX炸藥 | 1.17 kg （2.6 lb）， 390 g （13.75 oz） HMX炸藥 | 2–3 kg （4–6 lb）， 450 g （15.9 oz） HE炸藥 | >1 kg （>2 lb）， 400-600 g （14.1-21.16oz） ？炸藥                                     |
| 戰鬥部               | 破片                                            | 破片                                            | 破片                                            | 連續杆                                       | 破片                                                                                    |
| 可用引信             | 碰炸引信。                                      | 延遲引信， 磁感應引信。                         | 延遲引信， 磁感應引信                           | 延遲引信。                                   | 延遲引信， 碰炸引信。                                                                   |
| 速度，平均／最高     | 470 m/s （1050 mph） 穩定速                     | 600 m/s （1350 mph） 穩定速                     | 600 m/s （1350 mph） / 800 m/s （1800 mph）     | 700 m/s （1500 mph） / 750 m/s （1700 mph）  | 360 m/s （1,181.1 mph） / 600 m/s （1,968.5 mph）                                       |
| 射程                 | 4100 m （13,500 ft）                            | 5200 m （17,000 ft）                            | 5000 m （16,400 ft）                            | 4500–4800 m （14,800–15,700 ft）             | 500–6000 m （1,640.42－19,685.04 ft）                                                   |
| 目標物接近時最高速度 | 260 m/s （580 mph）                             | 360 m/s （805 mph）                             | 360 m/s （805 mph）                             | 750 m/s （1678 mph）                         | 360 m/s （805 mph）                                                                     |
| 目標物遠離時最高速度 | 310 m/s （690 mph）                             | 320 m/s （715 mph）                             | 320 m/s （715 mph）                             | 660 m/s （1476 mph）                         | 300 m/s （671 mph）                                                                     |
| 導引元件             | 氮冷卻， 硫化物 （PbS）                         | 氮冷卻， 銦銻化合物（InSb） 免冷卻硫化物（PbS） | 氮冷卻， 銦銻化合物（InSb）                     | 氬冷卻， 銦銻化合物（InSb）                  | 氟化鎂冷卻， ？                                                                         |
| 掃描頻率             | 調頻                                            | 調頻                                            | 調頻                                            | 調頻                                         | 調頻                                                                                    |
| 其他資料             |                                                 | Aerospike科技可以減少超音波氣流殆速             | Tripod-mounted科技可以減少超音波氣流殆速        |                                              | 由氟化鎂材料組成的八棱錐導引頭可以減少空氣阻力 採用鈦合金預置破片式戰鬥部可加裝更多炸藥 |

### 引文
1. 1 2 3  Maini 2015，第84頁.
2. ↑  .   [2011-03-14]. （原始内容存档于2011-02-11）.
3. ↑  .   [2012-05-26]. （原始内容存档于2013-08-27）.
4. ↑  .   [2012-05-26]. （原始内容存档于2013-10-04）.
5. 1 2  自由時報電子報. . 自由時報電子報.   [2023-07-09]. （原始内容存档于2023-07-09） （英语）.
6. 1 2 3   (PDF). Small Arms Survey. March 2013  [2018-06-14]. （原始内容存档 (PDF)于2014-08-18）.
7. ↑  Martin, Guy. . www.defenceweb.co.za.   [2018-07-21]. （原始内容存档于2018-07-21）.
8. 1 2  Small Arms Survey 2004，第82頁.
9. ↑  .   [2017-04-21]. （原始内容存档于2017-04-21）.
10. ↑  Small Arms Survey 2004，第83頁.
11. ↑  Small Arms Survey.  (PDF). . Cambridge University Press. 2012: 131  [2018-08-30]. ISBN 978-0-521-19714-4. （原始内容存档于2018-08-31）.
12. 1 2 3 4  Small Arms Survey 2004，第87頁.
13. 1 2  Small Arms Survey.  (PDF). . Oxford University Press. 2004: 81  [2018-08-29]. （原始内容存档于2018-08-30）.
14. ↑  Military Balance 2017
15. ↑  .   [2014-11-14]. （原始内容存档于2014-10-28）.
16. ↑  Small Arms Survey 2004，第89頁.
17. ↑  .   [2018-02-02]. （原始内容存档于2018-02-03）.
18. ↑   (PDF).   [2018-10-12]. （原始内容存档 (PDF)于2018-08-21）.
19. ↑  Small Arms Survey.  (PDF). . Cambridge University Press. 2008: 13  [2018-08-30]. ISBN 978-0-521-88040-4. （原始内容存档于2018-08-30）.
20. ↑  Stockholm International Peace Research Institute – Trade Register （页面存档备份，存于）, entries for Armenia 2013. Retrieved 16 May 2015
21. ↑  . TASS.   [2018-07-24]. （原始内容存档于2018-07-24）.
22. ↑  APA – List of weapons and military vehicles sold by Russia to Azerbaijan last year publicized （页面存档备份，存于）. En.apa.az (19 June 2013). Retrieved on 2017-01-06.
23. 1 2  Lee, Rob. . 2019-06-04  [2019-06-18]. （原始内容存档于2022-01-10）.
24. ↑  Blanchard, Christopher M.; Humud, Carla E.  (PDF). Congressional Research Service. 2017-02-02  [2018-08-30]. （原始内容存档 (PDF)于2019-01-01）.
25. ↑  Chivers, C.J. . The New York Times. 2012-11-13  [2012-11-15]. （原始内容存档于2013-05-24）.
26. ↑  .   [2019-06-18]. （原始内容存档于2015-06-10）.
27. ↑  Venezuela compra en Rusia sistemas portátiles de defensa antiaérea. Vedomosti | Noticias | RIA Novosti （页面存档备份，存于）. Sp.rian.ru (19 November 2008). Retrieved on 2017-01-06.
28. ↑  ’Kẻ hủy diệt’ trực thăng của Phòng không Việt Nam – ’Ke huy diet’ truc thang cua Phong khong Viet Nam – DVO – Báo Đất Việt （页面存档备份，存于）. Baodatviet.vn (14 March 2013). Retrieved on 2017-01-06.
29. ↑  . www.digitalcombatsimulator.com.   [2025-01-10]. （原始内容存档于2025-01-14） （英语）.

### 書目
- （英文）Maini, Anil Kumar. . Electronics For You. Vol. 3 no. 12. April 2015: 78–86. ISSN 0013-516X.

## 相關連結
- AN/ALE-47反制灑佈器
- Mi-24
- 蓋達組織